# Fouga CM.88.R Gémeaux
Le Fouga CM.88.R Gémeaux est un banc d'essai volant français bi-fuselage conçus par le département aviation des Établissements Fouga & Cie dans les années 1950. Il a principalement servi à la mise au point de turboréacteurs Turboméca (notamment du Marboré qui équipe le Fouga Magister).
Le 6 novembre 1951, le Gémeaux IV est le premier avion au monde à voler avec un réacteur double flux (Aspin I).

## Conception et développement
En 1949, le STAé recherche un réacteur d'appoint pour les tuyères thermopropulsives Leduc,. André Vialatte, chargé de Turboméca au STAé, a suivi avec attention les travaux conjoints de Fouga et Turboméca dans le domaine. Il passe un marché le 25 mai 1950 pour les prototypes et les essais en vol d'un réacteur de 400 kgp proposé par Joseph Szydlowski (futur Marboré) ; la cellule est confiée à Fouga.
Le bureau d'études Fouga décide d'associer 2 cellules de Sylphe ensembles par un tronçon central (d'où son nom CM.8.8 R souvent simplifié en CM.88 R). Un premier essai pour valider la formule est fait avec 2 réacteurs Piméné (au dessus des fuselages) le 6 mars 1951. Par la suite, le réacteur est monté sur le tronçon central qui relie les fuselages.
En 15 mois, 5 versions de Gémeaux se succèdent, permettant la mise au point du Marboré II utilisé sur le Fouga Magister conçu en même temps (Premier vol en juillet 1951), ainsi que des avancées techniques notables (Premier vol au monde d'un réacteur double-flux avec le Gémeaux IV,)

## Description
Le Gémeaux est un avion bi-fuselage à aile médiane cantilever de construction mixte bois et métal. L'empennage en V des Sylphe a été conservé mais les sections centrales, non-jointives, ont été raccourcies, ce qui leur donne une forme de W.
Le plan central est prévu pour être interchangeable afin de pouvoir réaliser des essais de profil d'aile en condition réelles.
Le Gémeaux est un appareil à double commandes à ceci prêt que seul le poste de gauche, dédié au pilote, dispose des manettes de gaz, des volets d'atterrissage et des freins ; celui de droite, dédié à un ingénieur d'essais en vol disposes de cadrans plus fournis pour l'analyse des paramètres de vol. Le premier exemplaire des Gémeaux est nommé Castor-et-Pollux : le fuselage de gauche étant Castor et celui de droite Pollux.

## Versions
| Nom                    | Gémeaux I   | Gémeaux II    | Gémeaux III                | Gémeaux III            | Gémeaux IV      | Gémeaux V    |
| ---------------------- | ----------- | ------------- | -------------------------- | ---------------------- | --------------- | ------------ |
| 1er vol                | 6 mars 1951 | 16 juin 1951  | 24 août 1951               | 2 janvier 1952         | 6 novembre 1951 | 21 juin 1952 |
| Réacteur               | 2 x Piméné  | 1 x Marboré I | 1 x Marboré II (prototype) | 1 x Marboré II (série) | 1 x Aspin I     | 1 x Aspin II |
| Puissance              | 2 x 110 kgp | 275 kgp       | 350 kgp                    | 400 kgp                | 200 kgp         | 360 kgp      |
| masse à vide           | 728 kg      |               |                            |                        |                 | 885 kg       |
| masse totale           | 1080 kg     |               |                            |                        | 1200 kg         | 1235 kg      |
| Vitesse                | 350 km/h    |               |                            |                        |                 | 330 km/h     |
| Vitesse ascensionnelle | 5,75 m/s    |               |                            |                        |                 | 7,5 m/s      |
| Plafond                | 9500 m      |               |                            |                        |                 |              |
| Rayon d'action         | 306 km      |               |                            |                        |                 |              |

NB : Le Gémeaux a été construit à seulement 2 exemplaires : 
- le 1er exemplaire correspond aux Gémeaux I, IV et V,
- le 2e correspond aux Gémeaux II et III.